# 한국프로농구 2016-17
2016-2017 KCC 프로 농구는 대한민국 프로농구 21번째 시즌이다. 총 10개 구단이 참여하며 2016년 10월 22일에 개막 하게 되며 팀당 54경기(라운드 로빈방식, 홈 27경기, 원정 27경기)를 치른다.

## 시즌 화제
- 출범 20주년을 맞아서 20주년 기념로고를 제작하였다.
- 창원 LG가 창단한지 20주년을 맞이하였다.

## 제도 변화
- FIBA 룰에 따라 이번 시즌부터 경기 중 벤치 선수들은 몸을 풀 수 없다.

## 구단별 캐치프레이즈 (슬로건)
- 울산 현대모비스 피버스 : WE ARE LEGEND
- 전주 KCC 이지스 :  WITHUS KCC!
- 원주 DB 프로미 : 모두를 위한 농구
- 안양 KGC인삼공사 : 2016-2017 Real Basketball
- 고양 오리온 오리온스 : WE'RE ORIONS
- 서울 삼성 썬더스 : 챔피언을 향해! GO THUNDERS!
- 서울 SK 나이츠 : HERE WE GO!
- 창원 LG 세이커스 : GO SAKERS! Victory!
- 부산 케이티 소닉붐 : 새로운 시작, 새로운 도약 Let's do it!
- 인천 전자랜드 엘리펀츠 : 飛上 전자랜드

## 국내 선수
- 김현중 : 원주 동부 프로미
- 백인선 : 울산 모비스 피버스
- 권용웅, 이동준, 이승준, 한상웅 : 서울 SK 나이츠
- 박성은, 신윤하, 우승연 : 부산 케이티 소닉붐
- 김태주, 박성훈, 이동하 : 서울 삼성 썬더스
- 박진수, 이현호, 차재영 : 인천 전자랜드 엘리펀츠
- 김일두 : 전주 KCC 이지스
- 임재현 : 고양 오리온 오리온스

## 외국인선수
- 마이클 크레익, 디안젤로 러셀 : 서울 삼성 썬더스
- 오데리언 바셋 : 고양 오리온 오리온스
- 마리오 리틀, 제임스 메이스, 찰스 가르시아, 키스 클랜턴 : 창원 LG 세이커스
- 아이라 클라크, 제스퍼 존슨 : 전주 KCC 이지스
- 리온 윌리엄스, 라킴 잭슨, 마이클 비즐리, 대니 그린 : 부산 KT 소닉붐
- 네이트 밀러, 디숀 심스, 드웨인 미첼 : 울산 모비스 피버스
- 제임스 켈리, 커스버트 빅터, 에반 브락, 대리언 타운스 : 인천 전자랜드 엘리펀츠
- 테리코 화이트, 제이스 싱글톤, 라샤드 제임스, 브라이언 데이비스 : 서울 SK 나이츠
- 데이비드 사이먼, 키퍼 사익스, 마이클 더니건 : 안양 KGC 인삼공사

## 선수 이적

### 자유 계약
- 김종범 : 원주 동부 프로미 → 부산 KT 소닉붐
- 천대현 : 울산 모비스 피버스 → 부산 KT 소닉붐
- 김태홍 : 전주 KCC 이지스 → 원주 동부 프로미
- 최윤호 : 원주 동부 프로미 → 서울 삼성 썬더스
- 차민석: 안양 KGC인삼공사 → 인천 전자랜드 엘리펀츠
- 김경수 : 부산 KT 소닉붐 → 안양 KGC인삼공사
- 방경수 : 고양 오리온 오리온스 → 서울 삼성 썬더스

### 국내선수
- 원주 동부 프로미 : 김창모, 박지현
- 울산 모비스 피버스 : 양동근
- 서울 삼성 썬더스 : 이관희, 주희정, 최수현
- 서울 SK 나이츠 : 김선형, 김우겸
- 고양 오리온 오리온스 : 김강선, 문태종, 이우균, 허일영
- 인천 전자랜드 엘리펀츠 : 박성진, 이정제, 정병국
- 전주 KCC 이지스 : 정의한
- 부산 케이티 소닉붐 : 김우람, 박상오, 윤여권, 이민재
- 안양 KGC 인삼공사 : 양준영

### 외국인선수
- 서울 삼성 썬더스 : 리카르도 라틀리프, 커티스 위더스
- 고양 오리온 오리온스 : 애런 헤인즈, 씨제이 레슬리, 제임스 하든
- 원주 동부 프로미 : 로드 벤슨, 웬델 맥키네스, 라존 론도, 로렌조 브라운
- 전주 KCC 이지스 : 안드레 에밋, 폴 조지

### 군 입대
- 안양 KGC 인삼공사 : 김윤태
- 서울 삼성 썬더스 : 배강률, 신재호, 장민국
- 고양 오리온 오리온스 : 김만종, 박재현, 한호빈
- 울산 모비스 피버스 : 김영현, 배수용
- 원주 동부 프로미 : 박지훈
- 인천 전자랜드 엘리펀츠 : 임준수
- 창원 LG 세이커스 : 유병훈, 주지훈
- 부산 케이티 소닉붐 : 김현수
- 전주 KCC 이지스 : 정희재

### 국내선수
- 고양 오리온 오리온스 (이현민)  ↔ 서울 삼성 썬더스 (박재현)
- 인천 전자랜드 엘리펀츠 (함준후) ↔ 서울 SK 나이츠 (이대헌)
- 안양 KGC 인삼공사 (정휘량) ↔ 전주 KCC 이지스 (무상 트레이드)
- 인천 전자랜드 엘리펀츠 (한희원) ↔ 안양 KGC 인삼공사 (박찬희)
- 인천 전자랜드 엘리펀츠(송수인,주태수) ↔ 전주 KCC 이지스(염승민,한성원)
- 안양 KGC 인삼공사(유성호) ↔ 울산 모비스 피버스(김종근)
- 고양 오리온 오리온스(김민섭) ↔ 서울 SK 나이츠(무상 트레이드)
- 서울 삼성 썬더스(이현민) ↔전주 KCC 이지스(김태술)

#### 시즌 중
- 울산 모비스 피버스(송창용) ↔ 전주 KCC 이지스 (김효범)
- 부산 KT 소닉붐 (조성민) ↔ 창원 LG 세이커스 (김영환)

### 외국인선수

#### 시즌 전
- 데이비드 사이먼 (서울 SK 나이츠 → 안양 KGC 인삼공사)
- 커스버트 빅터 (울산 모비스 피버스 → 인천 전자랜드 엘리펀츠)
- 찰스 로드 (안양 KGC 인삼공사 → 울산 모비스 피버스)
- 마이클 더니건 (인천 전자랜드 엘리펀츠 → 안양 KGC 인삼공사)
- 디안젤로 해밀턴 (창원 LG 세이커스 → 울산 모비스 피버스)

#### 시즌 중

##### 영입
- 마리오 리틀, 제임스 메이스 (창원 LG 세이커스)
- 에릭 와이즈, 허버트 힐, 드웨인 미첼 (울산 모비스 피버스)
- 제임스 싱글톤 (서울 SK 나이츠)
- 아이라 클라크, 제스퍼 존슨 (전주 KCC 이지스)
- 리온 윌리엄스, 라킴 잭슨 (부산 KT 소닉붐)

##### 일시 대체
- 에릭 와이즈 (전주 KCC 이지스, 안드레 에밋의 일시대체선수)
- 마커스 블레이클리 (울산 모비스 피버스, 네이트 밀러의 일시대체선수)
- 제스퍼 존슨 (고양 오리온 오리온스, 에런 헤인즈의 일시대체선수)
- 론 하워드 (부산 KT 소닉붐, 래리 고든의 일시대체선수)
- 맷 볼딘 (안양 KGC 인삼공사, 프랭크 로빈슨의 일시대체선수)
- 마이크 테일러 (안양 KGC 인삼공사, 키퍼 사익스의 일시대체선수)

##### 방출
- 마리오 리틀. 코트니 심스 (서울 SK 나이츠)
- 레이션 테리, 마이클 이페브라 (창원 LG 세이커스)
- 찰스 로드, 에릭 와이즈, 리카르도 포웰, 디안젤로 해밀턴 (울산 모비스 피버스)
- 리오 라이온스, 조셉 테일러 (전주 KCC 이지스)
- 래리 고든,크리스 다니엘스, 허버트 힐 (부산KT 소닉붐)
- 아이반 아스카 (인천 전자랜드 엘리펀츠)
- 씨제이 레슬리, 애런 맥기 (고양 오리온 오리온스)

### 영입

#### 시즌 전
- 홍수화 (부산 KT → 서울 삼성)
- 송창무 (서울 삼성 → 서울 SK)
- 이영훈 (부산 KT → 원주 동부)
- 정성수 (창원 LG → 부산 KT)
- 신상언 (전주 KCC → 울산 모비스)
- 박민혁 (울산 모비스 → 창원 LG)

## 정규 시즌 최종순위
- 2017년 3월 26일 확정

| 순위 | 팀       | 경기수 | 승 | 패 | 승률  | 연속 | 승차 | 플레이오프  | 비고                      |
| ---- | -------- | ------ | -- | -- | ----- | ---- | ---- | ----------- | ------------------------- |
| 1    | KGC      | 54     | 39 | 15 | 0.722 | 9승  | -    | 4강 PO 진출 | 정규리그 우승             |
| 2    | 오리온   | 54     | 36 | 18 | 0.667 | 1승  | 3.0  | 4강 PO 진출 |                           |
| 3    | 삼성     | 54     | 34 | 20 | 0.630 | 1승  | 5.0  | 6강 PO 진출 |                           |
| 4    | 모비스   | 54     | 28 | 26 | 0.519 | 1패  | 11.0 | 6강 PO 진출 |                           |
| 5    | 동부     | 54     | 26 | 28 | 0.481 | 1패  | 13.0 | 6강 PO 진출 | VS 전자랜드 상대전적 우세 |
| 6    | 전자랜드 | 54     | 26 | 28 | 0.481 | 2승  | 13.0 | 6강 PO 진출 | VS 동부 상대전적 열세     |
| 7    | SK       | 54     | 23 | 31 | 0.426 | 1승  | 16.0 | 6강 PO 탈락 | VS LG 상대골득실 우세     |
| 8    | LG       | 54     | 23 | 31 | 0.415 | 4패  | 16.0 | 6강 PO 탈락 | VS SK 상대 골득실 열세    |
| 9    | KT       | 54     | 18 | 36 | 0.333 | 2패  | 21.0 | 6강 PO 탈락 |                           |
| 10   | KCC      | 54     | 17 | 37 | 0.315 | 1패  | 22.0 | 6강 PO 탈락 |                           |

## 플레이오프
| 홈팀(정규시즌 순위)        | 원정팀(정규시즌 순위)        | 결과          | 비고           |
| -------------------------- | ---------------------------- | ------------- | -------------- |
| 울산 모비스 피버스 (4위)   | 원주 동부 프로미 (5위)       | 3:0 모비스 승 | 6강 플레이오프 |
| 서울 삼성 썬더스 (3위)     | 인천 전자랜드 엘리펀츠 (6위) | 3:2 삼성 승   | 6강 플레이오프 |
| 안양 KGC 인삼공사 (1위)    | 울산 모비스 피버스 (4위)     | 3:0 KGC 승    | 4강 플레이오프 |
| 고양 오리온 오리온스 (2위) | 서울 삼성 썬더스 (3위)       | 2:3 삼성 승   | 4강 플레이오프 |
| 안양 KGC 인삼공사 (1위)    | 서울 삼성 썬더스 (3위)       | 4:2 KGC 승    | 챔피언결정전   |

| KBL                                             | KBL                                             | KBL                                                 |
| ----------------------------------------------- | ----------------------------------------------- | --------------------------------------------------- |
| 이전 대회                                       | 2016-2017 KCC 프로 농구 (2016.10.22 ~ 2017.5.2) | 다음 대회                                           |
| 2015-2016 KCC 프로 농구 (2015.9.12 ~ 2016.3.29) | 2016-2017 KCC 프로 농구 (2016.10.22 ~ 2017.5.2) | 2017-2018 정관장 프로 농구 (2017.10.14 ~ 2018.4.18) |